# Station La Rivière-de-Mansac
Station La Rivière-de-Mansac is een spoorwegstation in de Franse gemeente Mansac.